# Socket 4
Socket 4 — процессорный разъём для установки процессоров Intel Pentium первого поколения (модели на основе ядра P5 с частотой 60 и 66 МГц). Предоставляемое напряжение питания — 5 В. Количество контактов — 273, расположены в виде матрицы 21×21, с шагом 0,1", в 4 ряда. Также данный разъём поддерживает процессоры Pentium OverDrive, имеющие внутреннюю схему удвоения частоты шины и работающие, таким образом, на частотах 120 и 133 МГц.